# Grantsburg (hrabstwo Burnett)
Grantsburg – wieś w Stanach Zjednoczonych, w stanie Wisconsin, w hrabstwie Burnett.